# Richard Herrmann
Richard Herrmann, född 11 september 1919 i Larvik, död 15 juni 2010 i Oslo, var en norsk journalist, kåsör och författare.
Herrmann var anställd av Reuters europeiska avdelning i London mellan åren 1952 och 1964. Från 1961 fungerade han som redaktör för Reuters brittiska avdelning. Från 1952 var han frilansmedarbetare hos NRK, innan han blev fast Londonkorrespondent för NRK mellan åren 1964 och 1977. Därefter jobbade han på Radions programsekretariat fram till 1984, där han hade särskilt ansvar för uppbyggnaden av NRK P2. Han hade även ett antal radiokåserier under perioden. Herrmann har skrivit flera böcker om britternas historia och vardagsliv.
Han var under senare delen av sitt liv bosatt på Skøyen i Oslo.